# Riding
Pour les articles homonymes, voir Riding (homonymie).
Un riding désigne une ancienne division territoriale des Îles Britanniques, les plus connues étant les anciennes divisions territoriales du Yorkshire : 
- North Riding
- West Riding
- East Riding

## Étymologie
Riding est dérivée de Thriding. Thriding (littéralement three-thing) est un vieux mot anglais, dérivé du vieux norrois, signifiant « tiers » ou « troisième partie ». Une étymologie erronée rapproche ce mot du verbe to ride en lui donnant le sens de l'espace que l'on peut parcourir à cheval.